# Liste der Monuments historiques in Macau (Gironde)
Die Liste der Monuments historiques in Macau (Gironde) führt die Monuments historiques in der französischen Gemeinde Macau auf.

## Liste der Bauwerke
| Bezeichnung       | Beschreibung              | Standort | Kennzeichnung | Schutzstatus | Datum | Bild           |
| ----------------- | ------------------------- | -------- | ------------- | ------------ | ----- | -------------- |
| Schloss Plaisance |                           | (Lage)   | PA00125242    | Classé       | 1993  | weitere Bilder |
| Kirche Notre-Dame | Erbaut im 12. Jahrhundert | (Lage)   | PA00083613    | Classé       | 1893  | weitere Bilder |

## Liste der Objekte
- Monuments historiques (Objekte) in Macau (Gironde) in der Base Palissy des französischen Kultusministeriums